# Engstingen
Engstingen ist eine aus drei Ortschaften und einem Gewerbepark bestehende Gemeinde in Baden-Württemberg mit gut 5200 Einwohnern. Sie befindet sich auf der Hochfläche der Schwäbischen Alb.

## Geographie

### Geografische Lage
Engstingen liegt am Nordrand der Schwäbischen Alb im Bereich der Mittleren Kuppenalb, in 680 bis 750 Meter Höhe auf der Albhochfläche oberhalb des Albtraufs. Es liegt im Tal der Ur-Lauter, etwa 15 km Luftlinie südlich der Kreisstadt Reutlingen.

### Geologie

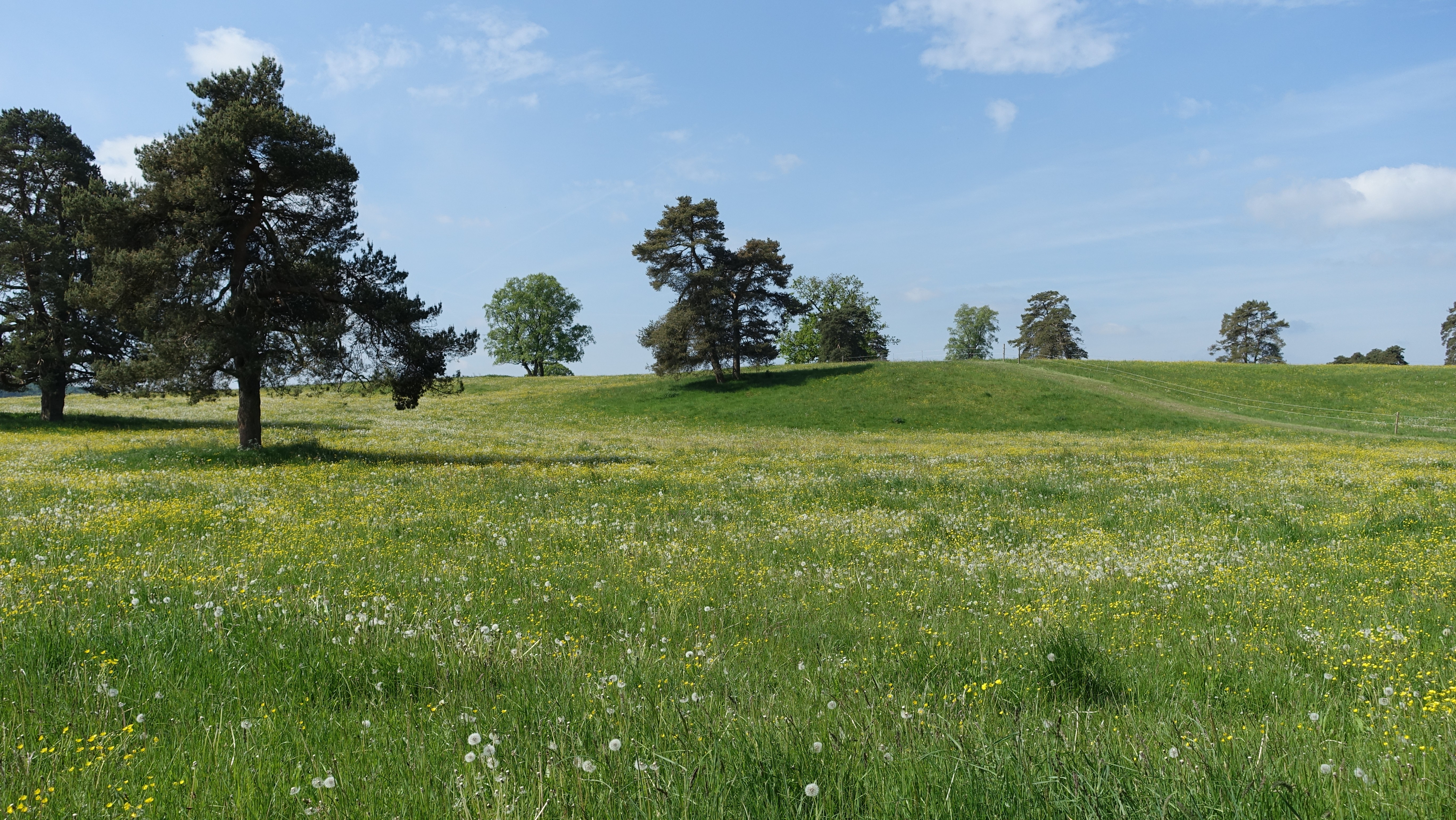
Albhochfläche bei Haid

Die Albhochfläche entstand, als vor etwa 50 Millionen Jahren die Platte des Weißen Jura angehoben wurde. Es bildeten sich viele Risse und Spalten in diesem kalkhaltigen Gestein, sodass Regenwasser sehr schnell versickert und so die Alb ziemlich wasserarm ist. Dennoch gibt es im Ortsteil Kleinengstingen eine Mineralquelle.

### Ausdehnung des Gemeindegebiets
Die Ortsteile Großengstingen und Kleinengstingen liegen zusammen. Sie sind von einem Kranz von bewaldeten Bergkuppen umgeben.
Der Ortsteil Kohlstetten liegt etwa 3,5 Kilometer nordöstlich, der Gewerbepark Haid etwa vier Kilometer südlich.
Der tiefste Punkt der Markung mit 673 m liegt an der Bahnlinie an der Markungsgrenze zu Gomadingen-Offenhausen, der höchste Punkt mit 820 m auf dem Judenstein an der Markungsgrenze zu Hohenstein-Meidelstetten.

### Nachbargemeinden
Folgende Städte und Gemeinden grenzen an die Gemeinde Engstingen, sie gehören zum Landkreis Reutlingen:
|            | Lichtenstein                                | St. Johann |
| Sonnenbühl | Kompassrose, die auf Nachbargemeinden zeigt | Gomadingen |
|            | Trochtelfingen                              | Hohenstein |

### Gemeindegliederung
Im Zug der Gemeindereform am 1. Januar 1975 wurden die drei bisher selbständigen Gemeinden Großengstingen, Kleinengstingen und Kohlstetten zur neuen Gemeinde Engstingen vereinigt.
Zur früheren Gemeinde Großengstingen gehörten das Dorf Großengstingen und die Häusergruppen Bahnhof Großengstingen und Haid.
Zu den früheren Gemeinden Kleinengstingen und Kohlstetten gehörten jeweils nur die gleichnamigen Dörfer.
Seit der Auflösung der Eberhard-Finckh-Kaserne gehört der Gewerbepark Haid als Teil des an der Bundesstraße 313 liegenden Weilers Haid zum großen Teil ebenfalls zum Gemeindegebiet. Hier verläuft auch die Gemarkungsgrenze zwischen Engstingen und der benachbarten Kleinstadt Trochtelfingen.
Dagegen gehört der Hauptanteil des Wohngebiets Haid südlich der Abzweigung zum Gewerbepark zu Trochtelfingen.

### Schutzgebiete
Einige Flächen im Nordwesten der Gemeinde im Umfeld des in der Nachbargemeinde Lichtenstein liegenden Naturschutzgebiets Greuthau gehören zum Vogelschutzgebiet Mittlere Schwäbische Alb.

## Geschichte

### Gemeinsames
Früheste permanente Siedlungsspuren stammen aus der Hallstattzeit (Hügelgräber im Gebiet Haid). Das Gebiet zählte vom ersten bis dritten Jahrhundert zum Römischen Reich (agri decumates).
Beide Engstingen sind Orte der alemannischen Landnahmezeit des 5. Jahrhunderts. Eine politische Trennung kam möglicherweise bereits im 8. Jahrhundert durch eine Zuteilung auf verschiedene fränkische Gaugrafschaften zustande (Großengstingen zum Burichingagau, Kleinengstingen zum Pfullichgau). Dennoch sind die Orte in der historischen Überlieferung oft schwer voneinander zu unterscheiden.
Im Dreißigjährigen Krieg erlitten alle drei Teilorte große Bevölkerungsverluste, wodurch es im Laufe der Zeit zu einem verstärkten Zuzug auswärtiger Familien kam, vielfach aus der Schweiz.
Seit 1806 waren die Orte Bestandteile des neu gegründeten Königreichs Württemberg und seit 1918 des freien Volksstaates Württemberg. 1945 fielen die Orte in die Französische Besatzungszone und gehörten somit zum neu gegründeten Land Württemberg-Hohenzollern, das 1952 im jetzigen Bundesland Baden-Württemberg aufging.

### Großengstingen
Die alemannische Siedlung wurde am Schnittpunkt mehrerer Römerstraßen errichtet (siehe Alblimes). Alemannischen Reihengräber finden sich am östlichen Ortsrand. Der früheste Ortsnamenbeleg Anegistingin datiert auf 24. Januar 783 in einer Schenkungsurkunde des Klosters Lorsch, das im Ort Besitztümer hatte. Bereits zu Beginn des 10. Jahrhunderts erwarb das Bistum Chur Güter. Chur gab die sich entwickelnde Herrschaft Engstingen als Lehen an verschiedene Adelsherren, so am 16. Oktober 1419, an Hans von Liechtenstain („herr Hannsen seligen von Liechtenstain, ritters, elicher svn“), welcher ein Lehenrevers für die Herrschaft Grossengstigen unterzeichnet und siegelt. Am 29. November 1419 bestätigte derselbe Hans, Sohn des seligen Ritters Hans von Liechtentain, dass „Bischof Johann ze Chur mir ze ainem rechten mannlehen verlihen hät, namlich den kirchensatz ze Engstingen in Swaben und das dorf daselbs, mit allen ihren rechten und zuogehoerden, darin ouch gehoert Undungen und die gueter, die wir von Liechtenstain da hand, und ze Muettelstetten, was wir da hand, und ze Erpffingen,… ze Bernloch …Kolstetten,… Hon under Liechtestain, Aberhusen, Underhusen in dem Honower tal, Pfulingen und Melchingen …“. Am 14. August 1438 (Katalog des Bischofs Flugi, Urkunde Nr. 19) wurde die Herrschaft (Gross)-Engstingen durch „Hanns von Liechtenstain, her Schwengers von Liechtenstain, ritters, saeligen svn, und seinen Bruder Wolf an Wolf von Neuhausen (Neuhausen/Fildern) verkauft. Die Brüder hatten die Herrschaft Gross-Engstingen von Hennslein von Liechtenstain saelig, mins vetter Wernhers saeligen svn von Liechtenstain“ ererbt. 1439 taucht erstmals die Bezeichnung Großengstingen auf. Seltener war die Bezeichnung Churengstingen.
In der Gegend kam es zu einem Streit über die freie Pirsch; des allgemeinen Jagdrechts der Bürger. Die Waidmänner Gerstenecker (Nebenform: Gersteneckher, Eck(her)), Hummel, Stahlecker (Nebenform: Staheleckher) und Schneider erlegten 1577 in der nach ihrer Rechtsauffassung freien Pirsch einen Hirsch und wurden vom Forstknecht verhaftet. Die Stadt Ebingen wurde in dem langjährigen Rechtsstreit von einem Juristen aus Tübingen vertreten. 1559 vermittelte Albrecht von Bayern einen Vertrag. 1583 wurden auf der Schwäbischen Alb neue Grenzsteine mit der Aufschrift Pirsch (Bürsch) und Forst (Vorst) gesetzt. 1709 wird die Freie Pirsch abgeschafft und von 1713 bis 1806 als herzogliches Gnadenjagen teilweise wieder eingeführt.
Nach dem Aussterben der Neuhausen 1635 wurde Engstingen nicht mehr verlehnt, es war nun unmittelbarer Bestandteil des weltlich-staatlichen Herrschaftsbereiches des Bistums Chur. Das Schloss der Herren von Neuhausen wurde im 18. Jahrhundert abgetragen.
Am 31. Oktober 1717 wurde die Herrschaft Engstingen von Chur an das Kloster Zwiefalten verkauft. Von diesem kam Großengstingen am 30. April 1750 an das protestantische Württemberg, das den Ort seiner Rentkammer unterstellte, jedoch vom Amt Pfullingen mitverwalten ließ. 1806 wurde Großengstingen Bestandteil des Oberamts Reutlingen (ab 1938 „Landkreis“).
Von 1963 bis 1993 war das Raketenartilleriebataillon 250 ein Verband der Bundeswehr in der Eberhard-Finckh-Kaserne in Großengstingen stationiert.

### Kleinengstingen
Das nur wenig östlich von Großengstingen liegende Kleinengstingen wurde auf einem wasserführenden Basalttuffschlot errichtet. Nordwestlich des Ortes findet sich ein alemannisches Reihengräberfeld.
Die älteste bekannte Nennung Clain Engstingen datiert von 1482. Aufgrund der Herrschaft der im 13. Jahrhundert erwähnten Freiherren von Engstingen (liber de Anegestingen) wurde der Ort gelegentlich auch Freiengstingen genannt. Jedoch stand der Ort vermutlich bereits damals unter der Oberherrschaft von Württemberg. Die Ortsherrschaft kam 1454 endgültig an Württemberg, das den Ort seinem Amt Pfullingen eingliederte. Nun wird der Ort manchmal auch als Unterengstingen erwähnt. 1806 kam Kleinengstingen zum Oberamt Reutlingen (1938 „Landkreis“).

### Kohlstetten
Vereinzelte Siedlungsspuren südlich des Ortsgebietes gehen bis in die Hallstattzeit zurück. Die Siedlung wurde in der frühen Ausbauzeit angelegt. Die älteste bekannte Nennung des Ortsnamens Cholsteten (von Kohl oder – wahrscheinlicher – Kohle) findet sich in einer Urkunde des Klosters Weißenau von 1161. Von den Grafen von Achalm kam der Ort 1230 an die Grafen von Urach, von diesen 1265 an Württemberg. Der Ort wurde im Dreißigjährigen Krieg sehr stark zerstört, lediglich die Kirche überstand die Zeit relativ unversehrt. Innerhalb Württembergs wurde Kohlstetten Teil des Amts Urach (Unteramt bzw. Kirchspiel Gächingen), 1808 zum Oberamt Münsingen (1938 „Landkreis“), 1973 zum Landkreis Reutlingen.

### Haid
1938 errichtete das Deutsche Reich unter der Diktatur des Nationalsozialismus die Munitionsanstalt (Muna) Haid in einem Waldstück etwa vier Kilometer südlich von Großengstingen. Während des Zweiten Weltkriegs war an die Muna ein kleines Zwangsarbeiter- und Kriegsgefangenenlager angeschlossen, in das zwischen 200 und 300 Männer und Frauen hauptsächlich aus Frankreich, Russland und Polen deportiert worden waren. Sie wurden entweder direkt in der Muna eingesetzt oder zu landwirtschaftlichen Arbeiten in den umliegenden Gehöften herangezogen.
Zwischen Februar und April 1945 wurde die Muna von alliierten Luftwaffenverbänden mehrmals bombardiert und schwer beschädigt. Kurz vor Ende des Krieges und der NS-Diktatur ließ die Wehrmacht selbst die noch intakten Reste der Bunkeranlagen sprengen, um sie nicht den anrückenden Truppen der Alliierten in die Hände fallen zu lassen.
In den Nachkriegsjahren wurde das Gelände saniert und 1950 zunächst eine Lungenheilanstalt eingerichtet.
Im Jahr 1953 wurden die Gebäude zu einem Lager für Flüchtlinge, im Wesentlichen deutsche Vertriebene aus den vormaligen Ostgebieten des Deutschen Reiches.
1957 begann die Bundeswehr auf dem Gelände die spätere Eberhard-Finckh-Kaserne zu bauen. Bis zur Schließung Ende 1993 war dort neben dem Raketenartilleriebataillon 250 auch eine amerikanische Einheit (84th Field Artillery Detachment) stationiert. Sie hatte die Aufsicht und Kontrolle über die Atomsprengköpfe. Diese wurden im Sondermunitionslager Golf der Eberhard-Finckh-Kaserne gelagert, das an der Straße nach Meidelstetten lag.
Das Gelände um die Kaserne und den Atomwaffenstützpunkt war in den 1980ern über Jahre hinweg ein Anziehungspunkt für verschiedene Aktionen der Friedensbewegung. Es wurde mit regionalen Ostermärschen mit bis zu 5000 Teilnehmern und teils mehrwöchigen Sitzblockaden gegen die militärische Präsenz und insbesondere die Atomwaffen vor Ort demonstriert.
Seit Mitte der 1990er Jahre wird das Gelände von den umliegenden Gemeinden Engstingen, Hohenstein und Trochtelfingen als Gewerbepark Haid gemeinsam zivil genutzt.

### Einwohnerentwicklung
| Jahr  | Einwohner |
| ----- | --------- |
| 1823  | 1.281     |
| 1864  | 1.760     |
| 1871¹ | 1.842     |
| 1880¹ | 1.908     |
| 1890¹ | 1.868     |
| 1900¹ | 1.957     |
| 1910¹ | 1.913     |
| 1925¹ | 2.025     |
| 1933¹ | 2.114     |

| Jahr  | Einwohner |
| ----- | --------- |
| 1939¹ | 2.169     |
| 1950¹ | 2.415     |
| 1956¹ | 2.956     |
| 1961¹ | 3.707     |
| 1965  | 4.118     |
| 1970¹ | 4.280     |
| 1975  | 4.679     |
| 1980  | 4.458     |
| 1985  | 4.403     |

| Jahr  | Einwohner |
| ----- | --------- |
| 1987¹ | 4.038     |
| 1990  | 4.291     |
| 1995  | 4.871     |
| 2000  | 5.285     |
| 2005  | 5.519     |
| 2010  | 5.306     |
| 2015  | 5.213     |
| 2020  | 5.170     |

¹ Volkszählungsergebnis, andere Zahlen zum jeweiligen Jahresende.

## Religionen
Bedingt durch die unterschiedlichen Herrschaftsverhältnisse während der Reformation ist Großengstingen (Bistum Chur) katholisch geblieben, während Kleinengstingen und Kohlstetten (beide Württemberg) reformiert (evangelisch-pietistisch) wurden.
- Katholisch: Zur 1275 erstmals erwähnten Pfarrei St. Martin in Großengstingen zählte ursprünglich auch Kleinengstingen. Die katholische Martinskirche wurde zwischen 1717 und 1719 vom Kloster Zwiefalten im Rokokostil errichtet. Zur Pfarrei zählen heute auch die Katholiken von Kleinengstingen und Kohlstetten, dort steht die Marienkirche.

- Evangelisch: Die Pfarrkirche in Kohlstetten wurde 1496 dem Kloster Offenhausen inkorporiert und ist seit der Reformation evangelische Pfarrei. Aufgrund der Reformation kam Kleinengstingen von der katholisch gebliebenen Pfarrei Großengstingen zur Pfarrei Kohlstetten.

Die politische Gemeinde Engstingen zählt in der katholischen Kirchenverwaltung zum Dekanat Reutlingen-Zwiefalten des Bistums Rottenburg-Stuttgart, innerhalb der Evangelischen Landeskirche in Württemberg zum Kirchenbezirk Bad Urach-Münsingen.

## Politik

### Verwaltungsgemeinschaft
Die Gemeinde Engstingen bildet zusammen mit der Gemeinde Hohenstein eine vereinbarte Verwaltungsgemeinschaft.

### Gemeinderat
Der Gemeinderat besteht aus den 17 gewählten ehrenamtlichen Gemeinderäten und dem Bürgermeister als Vorsitzendem. Der Bürgermeister ist im Gemeinderat stimmberechtigt.
In Engstingen wird der Gemeinderat nach dem Verfahren der unechten Teilortswahl gewählt. Dabei kann sich die Zahl der Gemeinderäte durch Überhangmandate verändern. Der Gemeinderat in Engstingen hat nach der letzten Wahl 17 Mitglieder (unverändert). Die Kommunalwahl am 9. Juni 2024 führte zu folgendem Ergebnis:
| Parteien und Wählergemeinschaften | Parteien und Wählergemeinschaften           | % 2024 | Sitze 2024 | % 2019 | Sitze 2019 | Kommunalwahl 2024 %50403020100 41,6 %33,5 %11,6 %13,3 % FBCDUOGLFrauenGewinne und Verlusteim Vergleich zu 2019 %p 8 6 4 2 0 −2 −4 −6−1,8 %p+6,1 %p−4,6 %p+0,8 %pFBCDUOGLFrauen |
| --------------------------------- | ------------------------------------------- | ------ | ---------- | ------ | ---------- | --- |
| FB                                | Freie Bürger                                | 41,6   | 7          | 43,4   | 7          | Kommunalwahl 2024 %50403020100 41,6 %33,5 %11,6 %13,3 % FBCDUOGLFrauenGewinne und Verlusteim Vergleich zu 2019 %p 8 6 4 2 0 −2 −4 −6−1,8 %p+6,1 %p−4,6 %p+0,8 %pFBCDUOGLFrauen |
| CDU                               | Christlich Demokratische Union Deutschlands | 33,5   | 6          | 27,9   | 5          | Kommunalwahl 2024 %50403020100 41,6 %33,5 %11,6 %13,3 % FBCDUOGLFrauenGewinne und Verlusteim Vergleich zu 2019 %p 8 6 4 2 0 −2 −4 −6−1,8 %p+6,1 %p−4,6 %p+0,8 %pFBCDUOGLFrauen |
| OGL                               | Offene Grüne Liste                          | 11,6   | 2          | 16,2   | 3          | Kommunalwahl 2024 %50403020100 41,6 %33,5 %11,6 %13,3 % FBCDUOGLFrauenGewinne und Verlusteim Vergleich zu 2019 %p 8 6 4 2 0 −2 −4 −6−1,8 %p+6,1 %p−4,6 %p+0,8 %pFBCDUOGLFrauen |
| Frauen                            | Freie Frauenliste                           | 13,3   | 2          | 12,5   | 2          | Kommunalwahl 2024 %50403020100 41,6 %33,5 %11,6 %13,3 % FBCDUOGLFrauenGewinne und Verlusteim Vergleich zu 2019 %p 8 6 4 2 0 −2 −4 −6−1,8 %p+6,1 %p−4,6 %p+0,8 %pFBCDUOGLFrauen |
| gesamt                            | gesamt                                      | 100,0  | 17         | 100,0  | 17         | Kommunalwahl 2024 %50403020100 41,6 %33,5 %11,6 %13,3 % FBCDUOGLFrauenGewinne und Verlusteim Vergleich zu 2019 %p 8 6 4 2 0 −2 −4 −6−1,8 %p+6,1 %p−4,6 %p+0,8 %pFBCDUOGLFrauen |
| Wahlbeteiligung                   | Wahlbeteiligung                             | 71,6 % | 71,6 %     | 66,4 % | 66,4 %     | Kommunalwahl 2024 %50403020100 41,6 %33,5 %11,6 %13,3 % FBCDUOGLFrauenGewinne und Verlusteim Vergleich zu 2019 %p 8 6 4 2 0 −2 −4 −6−1,8 %p+6,1 %p−4,6 %p+0,8 %pFBCDUOGLFrauen |

### Bürgermeister
Der Bürgermeister wird für eine Amtszeit von acht Jahren gewählt. Amtsinhaber ist seit Juli 2013 Mario Storz.
Bisherige Bürgermeister der Ortsteile:
Großengstingen
- um 1557: Mich(a)el Gerstenecker (Nebenform Gersteneckher, Eck(her)) d.A., Schultheiß[10]
- 1771–1799: Lorenz Gogel
- 1799–1808: Johannes Buk
- 1809–1828: Claudius Wahl
- 1828–1852: Johann Georg Wahl
- 1852–1870: Anton Freudigmann
- 1871–1885: Andreas Stiegele
- 1885–1919: Claudius Wälder
- 1919–1945: Oskar Gauch
- 1946–1949: Theodor Leippert
- 1949–1963: Martin Staneker
- 1963–1975: Kurt Stemmer

Kleinengstingen
- 1670–1721: Johannes Glück
- 1721–1739: Johann Glück
- 1739–1744: Stephan Glück
- 1744–1769: Michael Götz
- 1769–1791: Martin Failenschmid
- 1791–1807: Johannes Glück
- 1807–1822: Johann Friedrich Tröster
- 1822–1835: Johann Ludwig Weber
- 1835–1852: Johann Ludwig Glück
- 1852–1864: Christian Rauscher
- 1864–1894: Johann Georg Stooß
- 1895–1904: Christian Stooß
- 1904–1920: Christian Baisch
- 1920–1937: Ernst Stooß
- 1937–1946: Ernst Glück
- 1946–1954: Wilhelm Mohl
- 1955–1975: Adam Baisch

Kohlstetten
- 1698–1726: Urban Muntz
- 1726–1730: Johannes Muntz
- 1730–1739: Mattheus Vöhringer
- 1739–1762: Urbanus Muntz
- 1762–1784: Johann Georg Failenschmid
- 1784–1797: Ludwig Failenschmid
- 1797–1814: Johann Georg Beck
- 1814–1827: Johannes Gäkeler
- 1827–1827: Johannes Weiler
- 1828–1829: Johann Georg Maier
- 1829–1829: Johann Jakob Tröster
- 1830–1867: Johann Georg Failenschmid
- 1867–1892: Christoph Gekkeler
- 1892–1894: Andreas Failenschmid
- 1894–1915: August Glück
- 1915–1917: Johann Martin Vöhringer
- 1917–1927: Jakob Reitter
- 1927–1945: Johannes Glück
- 1946–1960: Gottlob Nau
- 1960–1975: Christian Spohn

Bürgermeister nach der Gemeindereform
- 1975–1983: Kurt Stemmer
- 1983–2013: Klaus-Peter Kleiner
- seit 2013: Mario Storz. Er wurde im Mai 2013 mit 66,8 % der Stimmen im ersten Wahlgang gewählt.[11]

### Wappen
| Wappen der Gemeinde Engstingen | Blasonierung: „Unter goldenem (gelbem) Schildhaupt, darin eine schwarze Hirschstange, in Schwarz ein aufspringender silberner (weißer) Steinbock.“ |
| Wappen der Gemeinde Engstingen | Wappenbegründung: Die früheren Gemeinden Groß- und Kleinengstingen sowie Kohlstetten sind durch Vereinigungen am 1. Januar 1975 in der neuen Gemeinde Engstingen aufgegangen. Der seit etwa 1650 im Signet beziehungsweise Wappen von Großengstingen auftretende silberne Steinbock ist die in ausgetauschten Farben erscheinende Wappenfigur des schweizerischen Hochstiftes Chur, das bis 1717 Lehensherr über Großengstingen war und auch in anderen Gemeindeteilen Besitz hatte. Auf die nach 1751 bestehende gemeinsame Zugehörigkeit zu Württemberg weist das Schildhaupt mit der württembergischen Hirschstange hin. Das Landratsamt Reutlingen hat das Wappen, gemeinsam mit der Flagge, am 19. Januar 1978 verliehen. |

Wappen der ehemals selbständigen Gemeinden

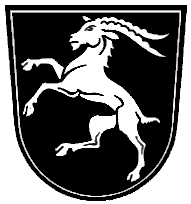
Großengstingen
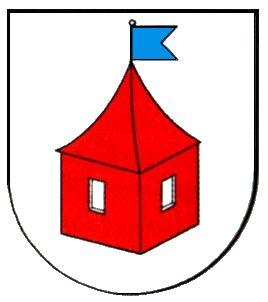
Kleinengstingen
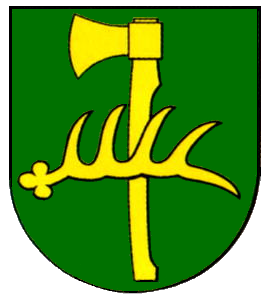
Kohlstetten

### Gemeindepartnerschaft
Auch wegen der gemeinsamen geschichtlichen Vergangenheit besteht eine Partnerschaft mit der Stadt Chur im Schweizer Kanton Graubünden.

## Kultur und Sehenswürdigkeiten

### Museen
Das Automobilmuseum präsentiert historische Automobile und Motorräder aus der Nachkriegszeit. Hier findet alljährlich am 3. Oktober das Roller und Kleinwagentreffen statt.

### Musik
Engstingen bildet einen musikalischen Schwerpunkt auf der Alb mit dem 1854 gegründeten Sängerbund Kohlstetten, dem Liederkranz Großengstingen von 1858, den erstmals am 6. Oktober 1867 erwähnten Schwäbische Alb Musikanten, den am 6. März 1953 gegründeten Köhlermusikanten sowie dem Posaunenchor, dem gemischten Chor Kleinengstingen und dem Kirchenchor St. Martin Großengstingen.

### Bauwerke und Sehenswürdigkeiten

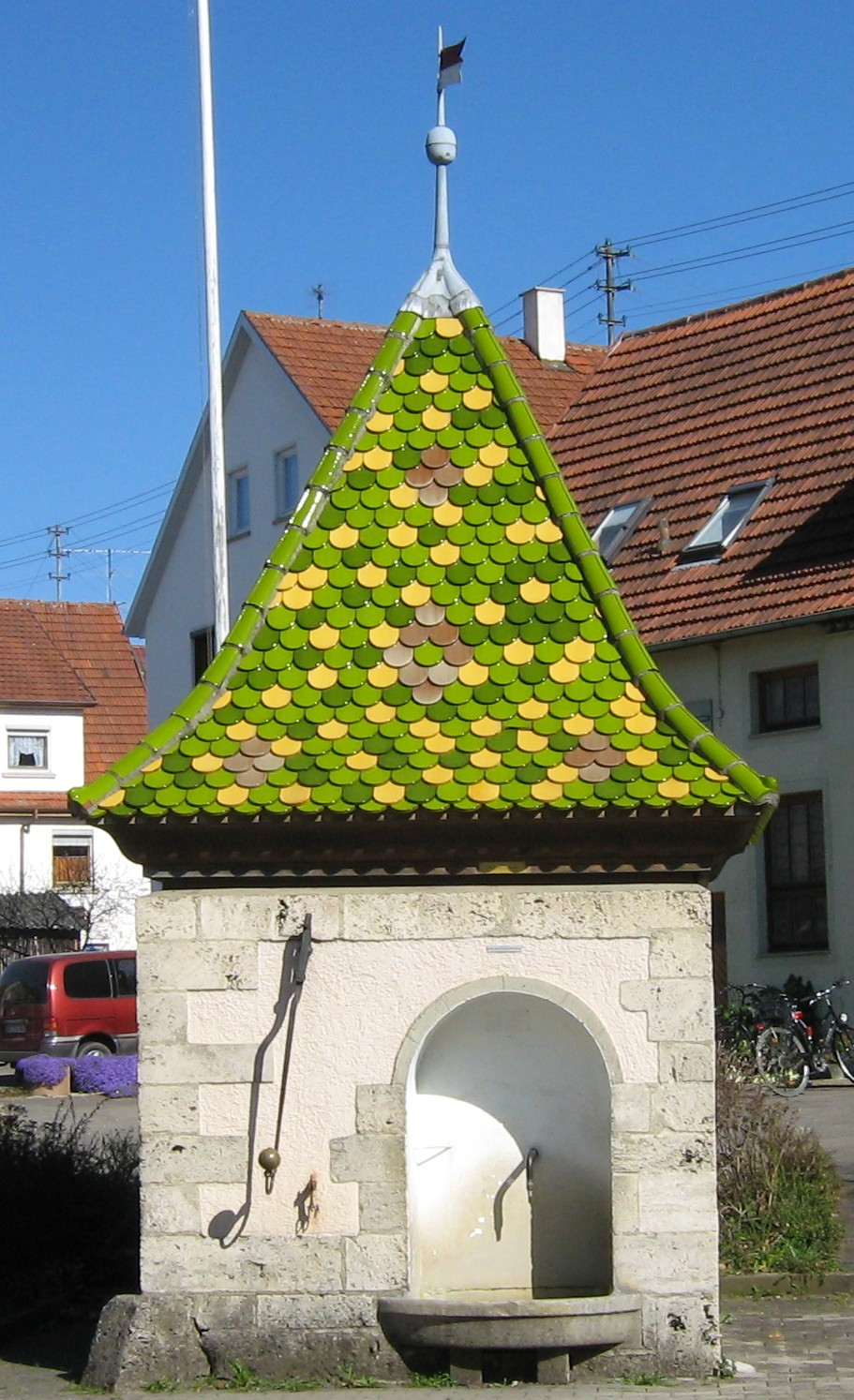
Sauerbrunnen

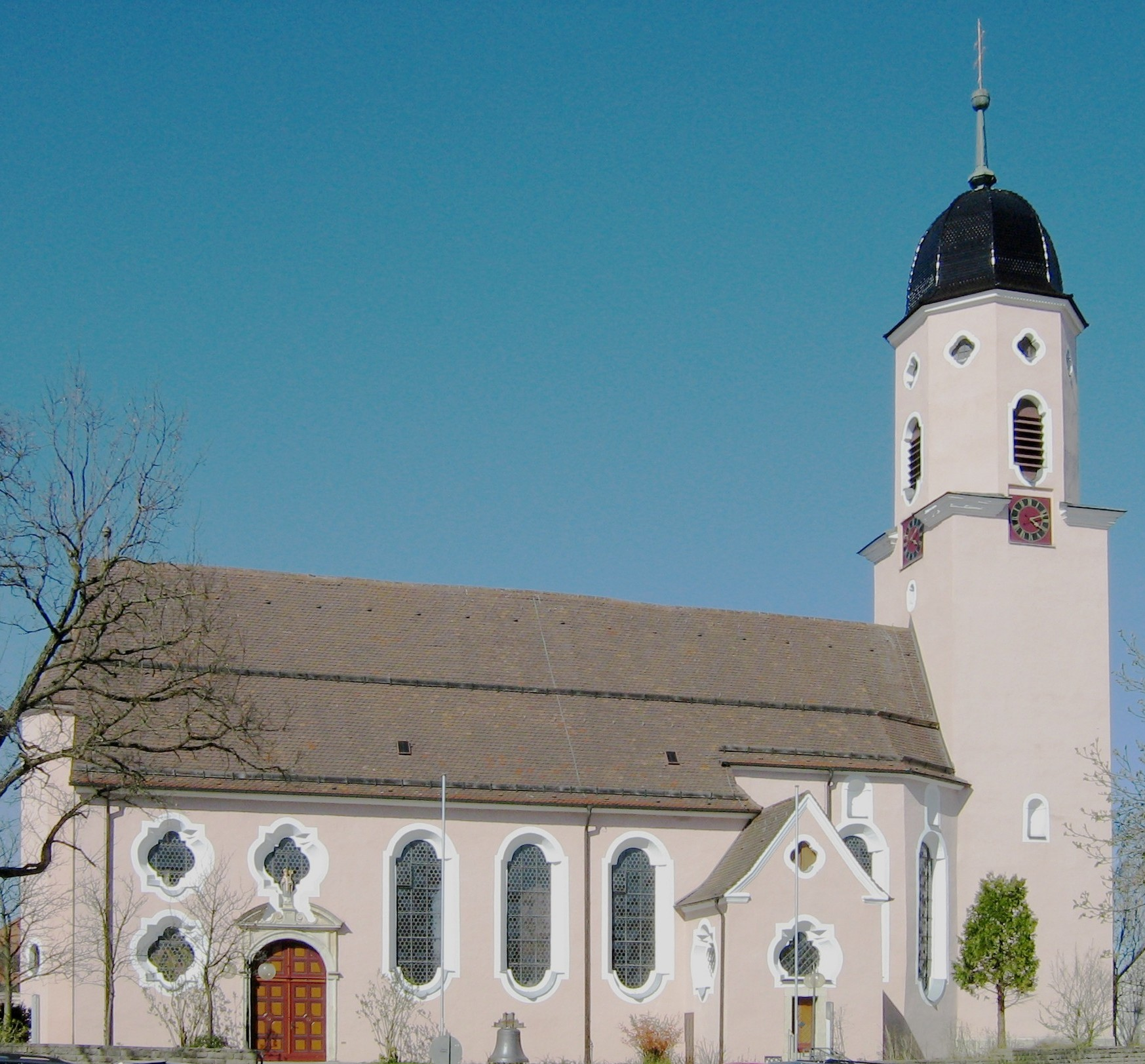
Martinskirche Großengstingen

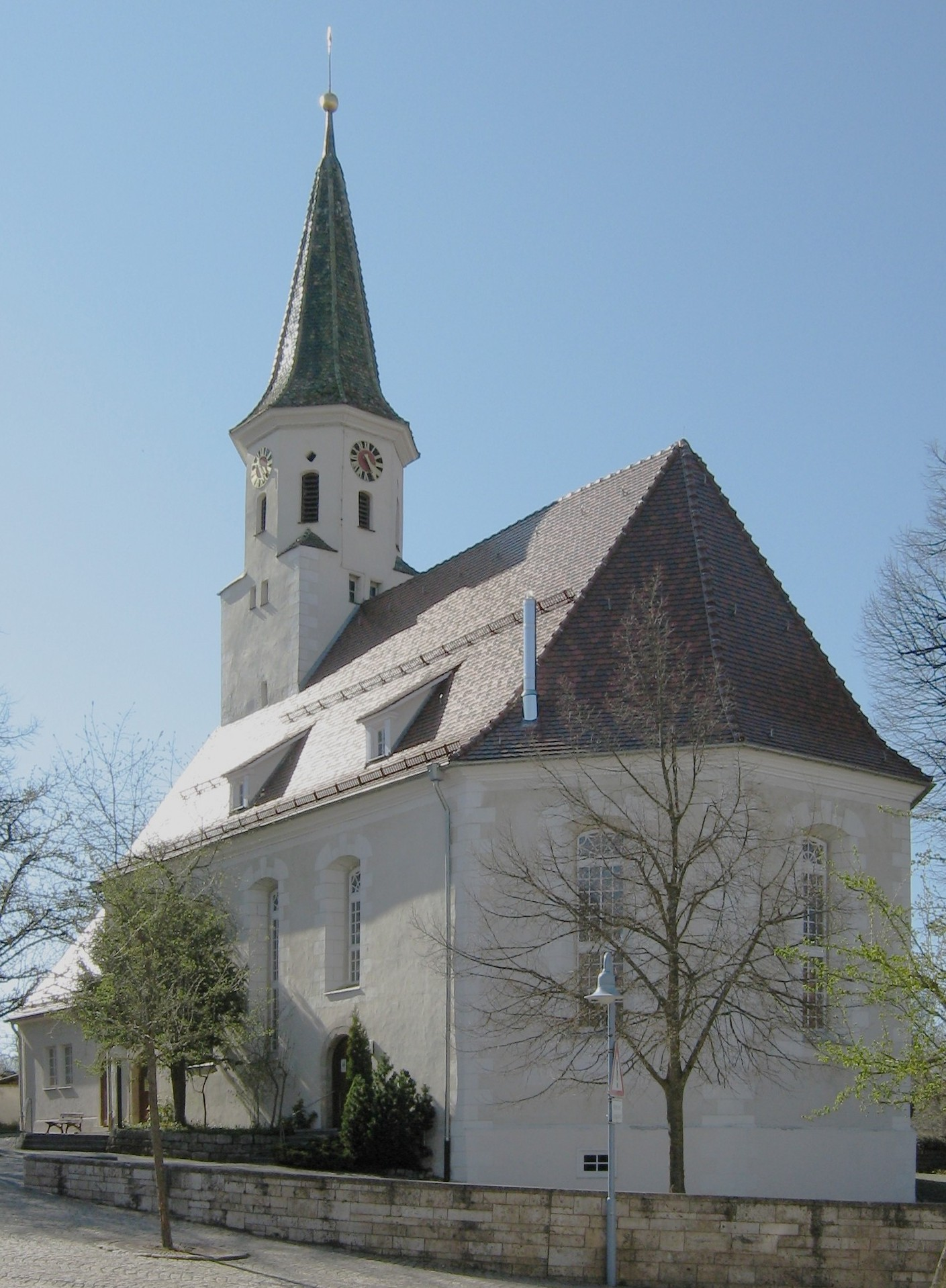
Blasiuskirche Kleinengstingen

- Um 1580 wurde in der Ortsmitte von Kleinengstingen die einzige Mineralquelle auf der Albhochfläche entdeckt und speist einen Sauerbrunnen.
- 1275 wurde eine katholische Pfarrkirche St. Martin erstmals erwähnt. In den Taufstein dieser 1719 fertiggestellten Barockkirche ist die Jahreszahl 1606 gemeißelt, Baumeister war Franz Beer von Bleichten.
- Die Wendelinuskapelle in Großengstingen wurde 1750 erbaut.
- Das Großengstinger Schloss wurde Ende des 18. Jahrhunderts abgerissen.
- Die evangelische Blasiuskirche Kleinengstingen wurde 1770/71 teilweise auf den Resten einer kleineren Vorgängerkirche erbaut. Ihren Namen hat sie von Blasius, der Bischof in Sebaste in Armenien war und 316 als Märtyrer starb. Die Bauform der Blasiuskirche als Querkirche entspricht der in Gomadingen: ein gegenüber der Raum-Längsachse quer auf die Kanzel an der Südwand ausgerichtete Konzeption mit dreiseitig bis in den nicht eingezogenen 3/8-Chorschluss umlaufender Empore. Auch das Gestühl im Parterre dürfte bis ins 20. Jahrhundert dementsprechend angeordnet gewesen sein. Der Altar und der Taufstein haben dort in der östlichen Mitte ihren frei zugänglichen Platz. Für eine Dorfkirche sind die Pflanzenornamente an Empore, Kanzel und Kassettendecke im Rokokostil von hohem Seltenheitswert. Sie stammen von dem Maler Johann August Rumny aus Urach (1728 geboren in Weiltingen/Franken, damals noch württembergische Exklave), der in freier, nicht schablonierter Malerei statt üblicher Apostel-, Propheten- und Evangelistenfiguren florale Motive verwendet, in denen sich das Lob der Schöpfung ausdrückt. Erkennbar ist auch die Muschelform (französisch: rocaille), die dem Rokoko seinen Namen gab.[13] Die romantische Kegelladenorgel von 1862 steht unter Denkmalschutz.

Marienkirche Kohlstetten

- Die evangelische Marienkirche in Kohlstetten wurde 1760 errichtet, jedoch wurde bereits im Jahr 1161 in einer Urkunde des Klosters Weißenau für Kohlstetten erstmals eine Kirche erwähnt. Die heutige Kirche besitzt im geraden östlichen Raumabschluss noch einen Rest der romanischen Ostwand des ehemaligen Chorturms mit Fresken aus der Zeit um 1500, deutlich ältere Fragmente sind sehr schlecht erhalten und nur rudimentär sichtbar. Sie zeigen einen unvollständig erhaltenen Marienzyklus und verschiedene Heiligendarstellungen sowie altwürttembergische Wappen. Die Fresken wurden erst 1956/57 bei einer Kirchenrenovierung wiederentdeckt und restauriert. Dabei wurden Reste eines vermutlich dreischiffigen Vorgängerbaus entdeckt, der wohl im 30-jährigen Krieg abgebrannt ist. Das heutige Schiff von 1760 trägt einen westlichen Dachturm. Bereits 1787 musste die Kirche zum Emporeneinbau nach Norden erweitert werden. Der Stuttgarter Architekt Heinz Klatte leitete die Renovierung 1957.[14] Dabei schuf der Stuttgarter Glaskünstler Adolf Valentin Saile das Chorfenster (Abendmahl, Kreuzigung, Auferstehung) in zurückhaltender, den Fresken angepasster Farbgebung. Eine Besonderheit ist noch der direkt um die Kirche herum angelegte und bis heute genutzte Friedhof.

### Regelmäßige Veranstaltungen
- Januar: Neujahrschießen der Reservistenkameradschaft Engstingen e. V.
- Fasnachtssamstag: Narrenumzug
- Ostermontag: Eierschießen im Ortsteil Großengstingen
- April/Mai: Köhlerfest im Ortsteil Kohlstetten
- Juli: Schlosshof-Hockete im Ortsteil Großengstingen
- 1. Samstag im August: Kohltalfest vom Bauwagen Kleinengstingen e. V.
- August: Sauerbrunnen-Hockete im Ortsteil Kleinengstingen
- September: Engstinger Herbst
- 3. Oktober: Roller- und Kleinwagentreffen im Ortsteil Großengstingen

## Wirtschaft und Infrastruktur
Auf dem Gelände der ehemaligen Eberhard-Finckh-Kaserne haben die Gemeinden Engstingen, Hohenstein und Trochtelfingen 1994 den Gewerbepark Haid gegründet.

### Verkehr

#### Straßen
Bei Engstingen gabeln sich die in Nord-Süd-Richtung verlaufenden Bundesstraßen 312 und 313. Die B 312 kommt von der Bundesautobahn 8 beim Flughafen Stuttgart und führt durch Kleinengstingen über Riedlingen, Biberach an der Riß nach Memmingen. Die B 313 zweigt bei Plochingen von der B 10 ab und führt durch Großengstingen über Sigmaringen nach Stockach am Bodensee.
In Ost-West-Richtung verläuft die Landesstraße 230 von der B 27 bei Gomaringen an Kohlstetten vorbei über Münsingen in die Nähe der Bundesautobahn 8 bei Merklingen.

#### Eisenbahn

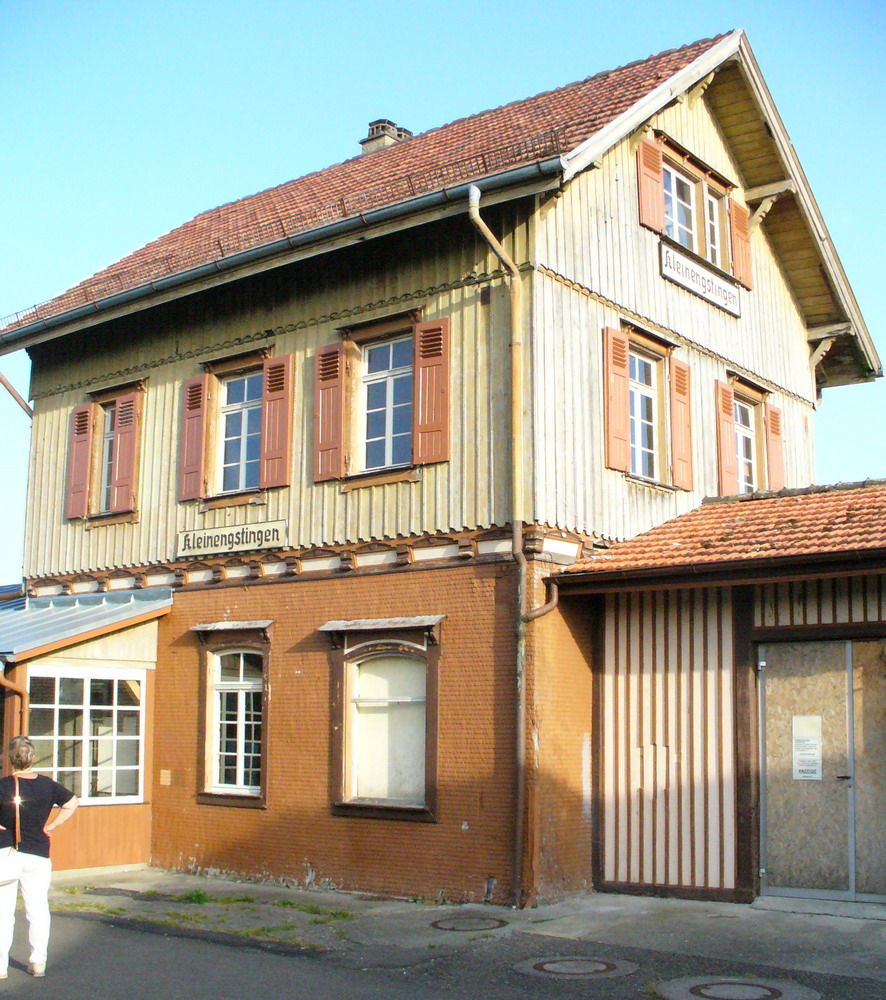
Bahnhof Kleinengstingen

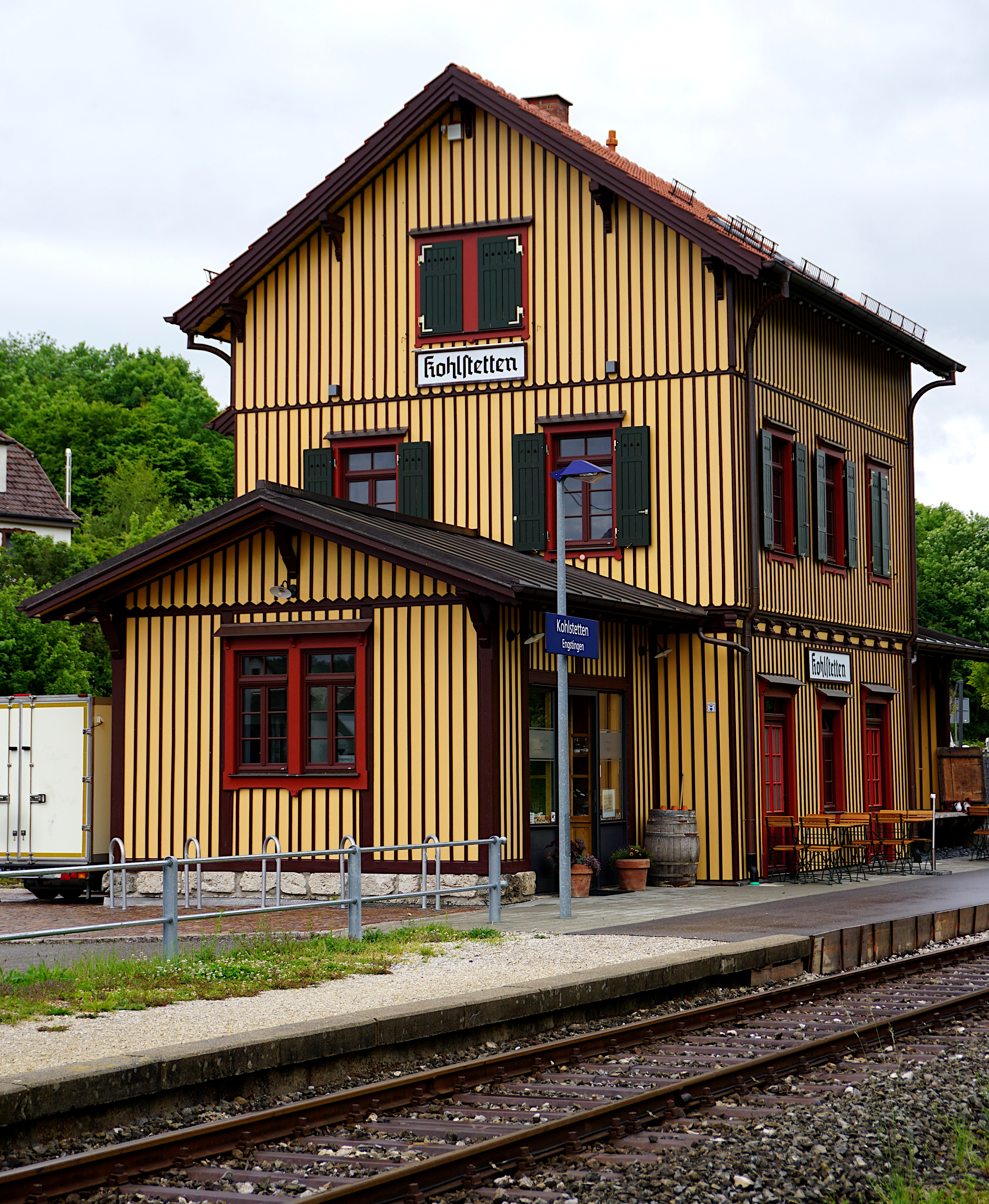
Bahnhof Kohlstetten

1893 verlängerten die Königlich Württembergischen Staats-Eisenbahnen die Strecke Reutlingen–Honau mit der Zahnradbahn Honau–Lichtenstein über Kleinengstingen und Kohlstetten nach Münsingen (1901 weiter bis nach Schelklingen). In beiden Orten entstanden dafür Einheitsbahnhöfe vom Typ IIa. Der Kohlstetter Bahnhof wurde 2017/18 in privater Initiative detailgetreu und aufwendig restauriert. Mit Eröffnung der Teilstrecke nach Gammertingen der Bahnstrecke Engstingen–Sigmaringen der Hohenzollerischen Landesbahn 1901 wurde Kleinengstingen zum Knotenpunkt, bis die Echaztal-Strecke von Reutlingen 1969 stillgelegt wurde.
Im Öffentlichen Nahverkehr durch den Verkehrsverbund Neckar-Alb-Donau (NALDO) befindet sich die Gemeinde in der Wabe 224.

#### Radverkehr
Über eine Alltagsradroute aus dem Radnetz Baden-Württemberg ist Engstingen über Lichtenstein und Pfullingen mit Reutlingen und in der anderen Richtung über Gomadingen mit Münsingen verbunden. 
Der Schwäbische-Alb-Radweg führt als Landes-Fernradweg durch Engstingen; er führt vom Bodensee nach Donauwörth und dabei von Sonnenbühl (Undingen und Genkingen) am Schloss Lichtenstein vorbei nach Engstingen und weiter nach Münsingen.

### Bildung
Großengstingen hat als Gemeindezentrum die Grund-, Haupt- und Realschule Freibühlschule, Kleinengstingen weist mit der Steinbühlschule eine Grundschule auf.
Großengstingen beherbergt auch eine Freie Waldorfschule.

## Persönlichkeiten

### Ehrenbürger
- Claudius Wälder (1885–1968), Dekan
- 1967: Albert Schwarz, Pfarrer in Großengstingen

### Söhne und Töchter der Gemeinde
- August Maier (1819–1882), geboren in Kohlstetten, württembergischer Oberamtmann
- Thomas Götz (*4.4.1968), Schlagzeuger der Rockgruppe Beatsteaks